# Siphonogorgia rotunda
Siphonogorgia rotunda är en korallart som beskrevs av Harrison 1908. Siphonogorgia rotunda ingår i släktet Siphonogorgia och familjen Nidaliidae. Inga underarter finns listade i Catalogue of Life.